# ساهانا پرادآن
ساهانا پرادآن (انگلیسی: Sahana Pradhan؛ ۱۷ ژوئن ۱۹۲۷ – ۲۲ سپتامبر ۲۰۱۴) سیاست‌مدار اهل کاتماندو نپال بود. وی به عنوان وزیر امور خارجه نپال در ۱۶ آوریل ۲۰۰۸ استعفا داد. او همچنین از ۲۰۰۷ تا ۲۰۰۸ به عنوان معاون نخست‌وزیر نپال در دولت ائتلافی نخست‌وزیر گیریجا پراساد کویرالا خدمت کرد.
پرادآن در ۲۲ سپتامبر ۲۰۱۴ در سن ۸۷ سالگی در بیمارستان Vayodha در کاتماندو در اثر خونریزی مغزی درگذشت.